# 复州
复州，中国古代的州。
辽朝兴宗时（1031年—1055年）置复州，治所在永宁县（今辽宁省大连市瓦房店市西北复州城镇）。下辖两县：永宁县、德胜县。辖境约今辽宁省瓦房店市地。蒙古废复州。
清朝雍正十一年（1733年）改复州厅置复州，治所在今辽宁省大连市瓦房店市西北复州城镇。属奉天府。光绪三十四年（1908年）移治瓦房店。1913年废复州置复县。